# طروادة

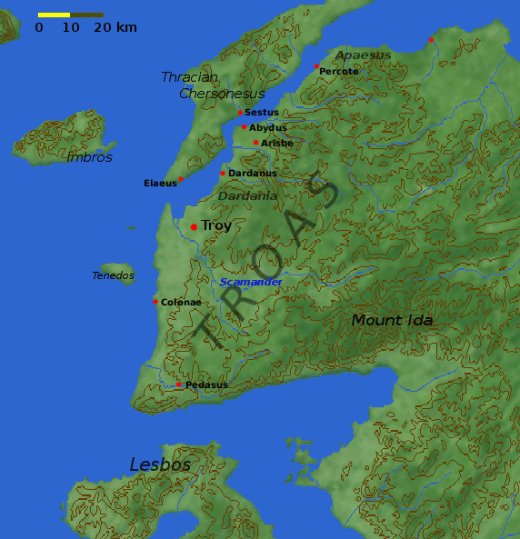
الموقع على الخريطة

مخطط القصر

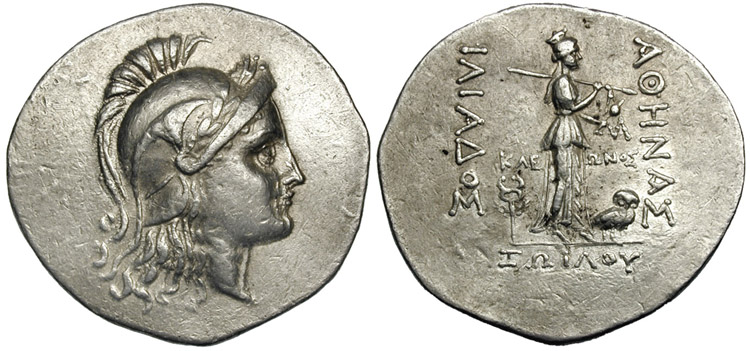
عملة قديمة تعود للعصر ابلستي

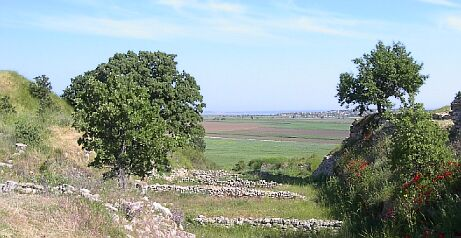
منظر من موقع القصر وفي الأفق بحر إيجه

طروادة (باليونانية: Ἴλιον) (تروي / ترويا) مدينة تاريخية قديمة تقع في أقصى الشمال الغربي من أواخر الكلاسيكية القديمة عرفت حاليًا بمنطقة الأناضول في تركيا الحديثة ، بالجنوب من بداية ممر الدرنديل المائي , وشمال جبل إيدا. وتعرف هذه المدينة حاليًا بأسم طروادة. ازدهرت هذه المدينة في الألف الثالث قبل الميلاد. وقد اشتهرت قصة حصان طروادة الخشبي الذي اختبأ داخله الجنود الإسبرطيون وتسللوا ليلا لفتح أبواب المدينة أمام جيوش الملك مينلاوس ملك إسبرطة بقيادة أخيه أجاممنون. الذي حاصر المدينة المنيعة ردها منذ زمن يقارب العشر سنوات وما كان من الممكن إسقاطها إلا بالخدعة.

## التنقيبات
قام عالما الآثار الألمانيان هنريك شيلمان وويلهام دوربفلد والأمريكي كارل بليجن بدراسة تل طروادة وقد أعطوا تاريخا لكل من المدن التسع وقد استدلوا على درجة الحضارة التي كان عليها أهلها وقد أمكن الوصول إلى هذه النتائج بدراسة الأساليب الفنية المتنوعة التي استخدمت في البناء وبالاختبارات الدقيقة ومقارنة أدوات البناء وخاصة الفخار التي وجدت في كل طبقة بالمواد المثيلة في المدن الأخرى التي عرف تاريخها تقريبا من قبل.

### طروادة الأولى
( 3200 - 2600 ق.م. ) كانت طروادة منذ بداية نشأتها حصناً منيعا حيث كان يعيش بين جدرانها زعيم مع أسرته وخدمه، في عدد من البيوت القليلة الكبيرة المحاطة بأسوار متينة. وكان الفلاحون أرباب الحرف والتجار وصائدو الأسماك يعيشون في الخارج على منحدرات التل أو في السهل و مدينة طروادة الأولى تنتمي إلى الصنف الأول من الألف الثالثة قبل الميلاد و قد كانت محصنة تحصينا قويا و تحتوي على قصر الزعيم أو لملك رغم أن أقصى اتساع لقطره لا يزيد عن خمسين مترا تقريبا . وقد دمرت طروادة الأولى بفعل حريق.

### طروادة الثانية
( 2600 - 2300 ق.م. ) قام أهالي المدينة بإعادة بناء قلعتهم الحصينة بعد أن نالت منها النيران وقد وسعوا الأسوار وبنوا بوابات تذكرية وفي الوسط أقاموا مبنى فخم ومن المحتمل أنه استعمل كقصر ومعبد معا وكانت بداخل الأسوار مساحة تتسع لنحو اثني عشر منزلا فقط وكان الناس العاديون لا يزالون يعيشون في الخارج و كان قصر الحاكم فيها أكبر كثيرا عن ذي قبل و يتكون من حجرة مستطيلة تتوسطها مدفأة و الدخول إليها عن طريق رواق طويل وقد احترقت طروادة الثانية أيضا و دمرت بأيدي أعدائها ومعظم المعلومات عن ثرائها مستمدة من المجموعات العديدة من أشغال المعادن و الجواهر التي أخفاها الأهالي قبل حلول الكارثة و أشهر هذه الأشياء هو المسمى كنز بريام الذي عثر عليه سليمان و مجموعة من نوع مماثل عثر عليها في بوليوكني.

### طروادة الثالثة والرابعة والخامسة
( 2300 - 1900 ق.م. ) كان الشعب الذي عاش في طروادة الثالثة غير منظم بدرجة تجل عن الوصف فقد كانوا يلقون بفضلاتهم ونفاياتهم على أرضية منازلهم فإذا اشتد ارتفاع هذه الأرضيات بما عليها كانوا يرفعون السقوف و قد كانت طروادة الخامسة مستعمرة مكونة من منازل صغيرة.

### طروادة السادسة
( 1900 - 1275 ق.م. ) أقيمت هذه المدينة بأيدي شعب مختلف عن الشعوب السابقة كل الاختلاف فقد أحضروا معهم حيوانات لم تر في طروادة من قبل وهي الجياد و قد أنشئت فيها القلعة الرئيسية محاطة بجدار بديع مشيد بحجر مقوى بدعائم خارجية و كان يتوسط المدينة حصن ملكي رئيسي مكون من مدرجات محددة المركز في الوسط ويحتمل أن يكون أفراد من أبناء عمومة من بعيد لليونانيين الذين كانوا أول من نزل بأرض اليونان وكانت المدينة أكبر بكثير من سابقاتها ولكن حتى مع اتساعها هذا لم تزيد على حوالي 190 مترا في قطرها وكانت المدينة في داخل أسوارها وبين مشارفها المتداخلة قد بلغت في نهضتها الذروة وكان أهلها يغزلون الصوف ويربون الجياد التي يتاجرون بها مع اليونانيين. وحلت الكارثة بطروادة السادسة عندما حدث زلزال مفاجئ غاية في العنف لم يدع شيئا لم يمسه الدمار بما في ذلك الأسوار الكبيرة و ذلك عام 1800 ق . م .

### طروادة السابعة
( 1275 - 1240 ق.م. ) أعيد بناؤها بأيدي من بقي من أهلها على قيد الحياة بعد ويلات الزلزال ولكنها باستثناء أسوارها الكثيفة المنيعة كانت تختلف عن غيرها اختلافا كليا فقد كانت ملجأ لآلاف من المواطنين وقد كانت عبارة عن أكواخ صغيرة متجمعة إلى جانب بعضها البعض ولأول مرة على مدى أكثر من قرنين من الزمان كانت التجارة مع اليونان معدومة تقريبا وقد اعتاد الطرواديين لعدة قرون أن يختزنوا المواد الغذائية والزيت والنبيذ في جرار ضخمة يصل طول الواحدة منها إلى مترين تقريبا تم إحراق مدينة طروادة على يد أعدائها اليونان بحرب دامت قرابة عشر سنوات مات فيها الكثير من جنود الطرواد واليونانيون وقد كان من أهم ضحيا هذه الحرب ملك طرواده وأبنه هيكتور وذلك في حوالي سنة 1240 قبل الميلاد

### طروادة الثامنة
( 1240 - 1100 ق.م. ) بقي عدد من الأهالي أحياء بعد الحرب الطروادية ولكن سرعان ما غلبهم على أمرهم البرابرة النازحون من وسط أوروبا ثم ما لبثوا أن اختفوا ولأول مرة في خلال ألفي سنة أصبحت طروادة مدينة مهجورة.

### طروادة التاسعة
( 1100 - 500 ق.م. ) أنشأ موطن لليونانيين في حوالي سنة 700 قبل الميلاد ولكنه لم يدم أكثر من قرنين.

### طروادة العاشرة
( 500- 100ق.م. ) بنيت هذه المدينة بأيدي الرومانيين تكريما لانحدارهم الأسطوري من أينياس البطل الطروادي ولكي يتسنى لهم تشييدها كان عليهم أن يسووا قمة التل وهكذا مضوا يدمرون ويزيلون بعض بقايا والمتخلفات القديمة من أجل هذا أصبح من المتعذر تتبع آثار قصر الملك بريام الذي يحتمل أن يكون قد أقيم على أعلى شرفة.
و قد سقطت هذه المدينة الأخيرة بسقوط الإمبراطورية الرومانية واستعمل كثير من المواد التي تركت بأيدي الشعوب المتوالية في بناء قرى مجاورة وغطى أديم الأرض والمزروعات الخضراء تدريجا بعد ذلك من المعالم وبمرور الزمن ضاعت حتى ذكرى المكان ولأكثر من 1300 سنة رقدت تسع مدن في صمت وسكينة تحت تل صغير و قد بذل الإسكندر الأكبر قصارى جهده لإعادة إنعاش المدينة و رغم أنها قد مرت ببعض مراحل رائعة خلال العصر الروماني إلا أن المدينة قد تدهورت ثم اختفت نهائيا قرونا عديدة قبل أن يكشف عنها عالم الآثار الألماني هنريك شليمان عام 1871 م .

## تاريخ التنقيب

### بداية العصر الحديث
أخطأ المسافرون في بداية العصر الحديث في القرنين السادس عشر والسابع عشر، بمن فيهم بيير بيلون وبييترو ديلا فاليه، في تحديد طروادة واعتبروها ترواس الإسكندرية، وهي مدينة هلنستية مدمرة تقع على بُعد نحو 20 كيلومترًا (12 ميلًا) جنوب هيسارليك. في أواخر القرن الثامن عشر، حدد جان بابتيست ليشوفالييه موقعًا بالقرب من قرية بينارباشي، إيزين، وهو تل يقع على بعد نحو 5 كيلومترات (3.1 ميل) جنوب الموقع المقبول حاليًا. نُشر في كتابه رحلة إلى طروادة، وكان الموقع المقترح الأكثر شيوعًا لمدة تقارب القرن.
في عام 1822، كان الصحفي الإسكتلندي تشارلز ماكلارين أول من حدد بثقة موقع المدينة كما هي معروفة الآن. كانت الحفريات الأولى في الموقع عبارة عن خنادق حفرها المهندس المدني البريطاني جون برونتون في عام 1855.

### فرانك كالفرت
أجرى فرانك كالفرت، وهو رجل شرقي تركي من أصل إنجليزي كان يمتلك مزرعة قريبة، الحفريات التالية في هيسارليك في عام 1865. أجرى كالفرت مسوحات واسعة النطاق للموقع وتعرف عليه بشكل صحيح مع إليون من العصر الكلاسيكي. أقنع هذا الكشف هاينريش شليمان بضرورة البحث عن طروادة هوميروس تحت بقايا العصر الكلاسيكي وأدى إلى شراكتهما اللاحقة.

### هاينريش شليمان
في عام 1868، زار رجل الأعمال الألماني هاينريش شليمان كالفرت وحصل على إذن للتنقيب في هيسارليك. في هذا الوقت، كان طول التل نحو 200 متر وعرضه أقل من 150 مترًا. ترتفع عن السهل 31.2 مترًا، و38.5 مترًا عن سطح البحر.
كما فعل كالفرت وآخرون، بدأ شليمان في أبريل 1870 حفر خندق عبر تل هيسارليك إلى عمق المستوطنات، وهو ما يسمى اليوم «خندق شليمان». في أعوام 1871-1873 و1878-1879، و1882 و1890 (الأخيرتين بمشاركة فيلهلم دوربفيلد)، اكتشف شليمان بقايا سلسلة من المدن القديمة التي تعود للفترة من العصر البرونزي إلى العصر الروماني. كان شليمان يخطط لموسم حفر آخر في عام 1891 عندما توفي في ديسمبر 1890. اقترح أن الطبقة الثانية، طروادة الثانية، تتوافق مع المدينة الأسطورية، على الرغم من أن الأبحاث اللاحقة أظهرت أنها تسبق العصر الميسيني بعدة مئات من السنين. شملت الاكتشافات المهمة العديد من «الأصنام ذات رؤوس البوم» والفؤوس الحجرية من المستويات السفلى.
بعض أبرز القطع الأثرية التي اكتشفها شليمان تُعرف بكنوز بريام، نسبة إلى الملك الأسطوري لطروادة. كثير من هذه القطع وجدت طريقها إلى متحف آيا صوفيا في إسطنبول. صادر الاتحاد السوفيتي معظم الأجسام الثمينة المعدنية التي أرسِلت إلى برلين في عام 1945، وهي الآن في متحف بوشكين في موسكو. حتى في عصره، كان إرث شليمان مثيرًا للجدل بسبب طرق حفرياته التي تضمنت إزالة المعالم التي اعتبرها غير مهمة دون دراستها وتوثيقها أولًا.

### فيلهلم دوربفيلد
بدأ فيلهلم دوربفيلد (1893-1894) العمل في الموقع جنبًا إلى جنب مع شليمان، ثم ورث أعمال التنقيب في الموقع لاحقًا ونشر أعماله المستقلة. كانت مساهماته الرئيسية هي دراسة طروادة السادسة والسابعة، والتي تجاهلها شليمان بسبب تركيزه على طروادة الثانية. نشأ اهتمام دوربفيلد بهذه الطبقات بسبب الحاجة إلى سد فجوة في التسلسل الزمني الأولي للحفارات المعروفة باسم «فجوة الألف سنة لكالفرت». أثناء أعمال التنقيب، عثر دوربفيلد على جزء من جدار طروادة السادس الذي كان أضعف من الباقي. وبما أن المدينة الأسطورية كان بها أيضًا جزء ضعيف من أسوارها، فقد أصبح دوربفيلد مقتنعًا بأن هذه الطبقة تتوافق مع طروادة الهوميرية. وافق شليمان نفسه سرًا على أن طروادة السادسة من المرجح أن تكون مدينة هوميرية، لكنه لم ينشر أبدًا أي شيء يذكر ذلك.

### كارل بليغن
أدار كارل بليغن، الأستاذ بجامعة سينسيناتي، الموقع في الفترة منذ عام 1932 وحتى عام 1938. تعاون فيلهلم دوربفيلد مع بليغن. أضاف علماء الآثار هؤلاء، على الرغم من اتباعهم لخطى شليمان، أسلوبًا احترافيًا غير متاح لشليمان. وأظهر أن هناك تسع مدن على الأقل. في بحثه، توصل بليغن إلى استنتاج مفاده أن مستويات طروادة التسعة يمكن تقسيمها إلى ستة وأربعين مستوى فرعيًا، وهو ما نشره في تقريره الرئيسي. أظهر تحليل ما بعد الحدث لتسلسل الفخار لبليغن وجود فجوة مدتها 100 عام بين طروادة الثالثة وطروادة الرابعة. بالاشتراك مع تحليل مماثل للتسلسلات الفخارية لكورفمان وشليمان، يشير هذا إلى أنه لفترة من الوقت في أواخر العصر البرونزي المبكر تقلص الاحتلال إلى الطرف الغربي من تل القلعة.

### مانفريد كورفمان
منذ عام 1988 وحتى عام 2005، أجرى التنقيب فريق من جامعة توبنغن وجامعة سينسيناتي تحت إشراف البروفيسور مانفريد كورفمان، مع إشراف البروفيسور برايان روز على أعمال التنقيب في العصر ما بعد البرونزي (اليوناني والروماني والبيزنطي) على طول ساحل بحر إيجة في خليج طروادة. عُثر على دليل محتمل للمعركة على شكل رؤوس سهام برونزية وبقايا بشرية متضررة من الحرائق مدفونة في طبقات تعود إلى أوائل القرن الثاني عشر قبل الميلاد. كانت مسألة وضع طروادة السادس في عالم العصر البرونزي موضوع نقاش لاذع في بعض الأحيان بين كورفمان ومؤرخ توبنغن فرانك كولب في عام 2001-2002.
أحد أبرز اكتشافات هذه الحفريات كانت المدينة السفلى لطروادة السادسة والسابعة. كان لهذه المدينة السفلية خندق دفاعي واسع مضاد للعربات مدعوم بحاجز خشبي. إذا أضيفت هذه المدينة السفلية إلى القلعة، فقد وصلت مساحة طروادة إلى نحو 200,000 متر مربع. أدى هذا الاكتشاف إلى إعادة تفسير كبيرة للموقع، الذي نُظر إليه سابقًا على أنه مسكن أرستقراطي صغير وليس مستوطنة كبيرة.
حصلوا على عدد من التواريخ بالكربون المشع من عينات الفحم من مراحل مختلفة من مستوى طروادة الأولى.
منذ عام 2006 وحتى عام 2012، استمرت هذه الحفريات تحت إشراف زميل كورفمان إرنست بيرنيكا، بتصريح حفر جديد.

### التطورات الأخيرة
في عام 2013، كان من المقرر أن يجري فريق دولي مكون من خبراء متعددي التخصصات بقيادة ويليام إيلوارد، عالم الآثار في جامعة ويسكونسن ماديسون، حفريات جديدة. كان من المقرر إجراء هذا النشاط تحت رعاية جامعة تشاناكالي أونسيكيز مارت وكان من المقرر استخدام التقنية الجديدة «لعلم الآثار الجزيئي». قبل أيام قليلة من مغادرة فريق ويسكونسن، ألغت الحكومة التركية نحو 100 تصريح تنقيب في جميع أنحاء تركيا، بما في ذلك ولاية ويسكونسن.
منذ عام 2014، أجرى فريق جامعة تشاناكالي أونسيكيز مارت بقيادة رستم أصلان أعمال التنقيب. زعم المنقبون أنهم عثروا على «المستوى 0» في طروادة بالقرب من مدخل طروادة الثانية، دفع هذا المستوى الجديد تاريخ المدينة إلى 600 عام إلى الوراء. منذ عام 2016، أجرت جامعة أمستردام مشروعًا لفحص تاريخ التنقيب الممتد على مدار 150 عامًا في الموقع.

## طروادة التاريخية
طروادة الأولى إلى الخامسة تسبق الكتابة، وبالتالي فهي معروفة بالكامل من خلال بقاياها الأثرية. ومع ذلك، تبدأ السجلات المكتوبة عن المدينة بالظهور ابتداءً من طروادة السادسة في أواخر العصر البرونزي، وتستمر خلال العصور اليونانية والرومانية مع طروادة الثامنة والتاسعة.

### طروادة السادسة والسابعة في السجلات الحيثية
يُعتقد أن طروادة السادسة والسابعة هي المدينة المشار إليها باسم ويلوسا وتارويزا في السجلات الحيثية. اقترِحت هذه المطابقات لأول مرة في عام 1924 بواسطة إي. فورير بناءً على التشابهات اللغوية، فتارويزا تتوافق مع الاسم اليوناني ترويا وويلوسا مع ويليوس (التي أصبحت لاحقًا إليوس في اليونانية). جعلت الأبحاث اللاحقة في الجغرافيا الحيثية هذه التعريفات أكثر أمانًا، على الرغم من أن جميع العلماء لا يعتبرونها مؤكدة بشكل قاطع. النصوص المتعلقة بويلوسا لها أهمية خاصة بالنسبة للأساطير اللاحقة لأنها تشير إلى أن ويلوسا كانت ضمن نطاق تأثير اليونان الموكيانية، والتي أشار إليها الحثيون باسم أهيياوا.